# فيرس (فلم)
فيرس أو فيروس هو فيلمٌ مصري ٌ بدأ عرضه في 25 نوفمبر 2020.

## قصة الفيلم
حمزة طالب في السنة الأخيرة من الجامعة، لكن شخصيةً غريبةً تدخل حياته، ويجد نفسه مطارداً بسبب لعنةٍ ما.

## إنتاج الفيلم
```
الفيلم من بطولة 
شريف السلاموني
، 
مارتينا عادل
، 
تامر القاضي
، 
وفاء صادق
، 
مها أبو عوف
، 
ريم البارودي
، 
نهير أمين
، 
ياسمين رحمي
، 
محمود جمعة
، 
عبد الحميد منصور
، 
جومانة فؤاد
، 
سلمى المعز
، 
بيجاد المغربي
، 
عصام شاهين
، 
عبير سعيد
، وأخرجه 
أسامة عمر
.
[
1
]
[
2
]
```

الفيلم هو أول فيلم مصري يصور بأحدث كاميرا في العالم "8K" وقتها، إلى جانب استخدام أحدث إمكانيات التصوير والجرافيك، والاستعانة بفريق أجنبي مصري لتنفيذ الخدع والجرافيك.

## إيرادات الفيلم
بدأ عرض الفيلم في 25 نوفمبر 2020، لكن إيراداته كانت ضعيفة، إذ لم يستطع تحقيق سوى 100,000 جنيه مصري، بل إنه لم يحقق أي إيراد يوم السبت 12 ديسمبر، مما أدى لرفعه من دور العرض. وضعف الإيرادات كان بسبب ضعف الإقبال على الفيلم، ناهيك أنه عُرض في فترة كان حضور العرض السينمائي ضعيف عموماً بسبب انتشار فيروس كورونا.